# Nemzetközi Zöld Kereszt

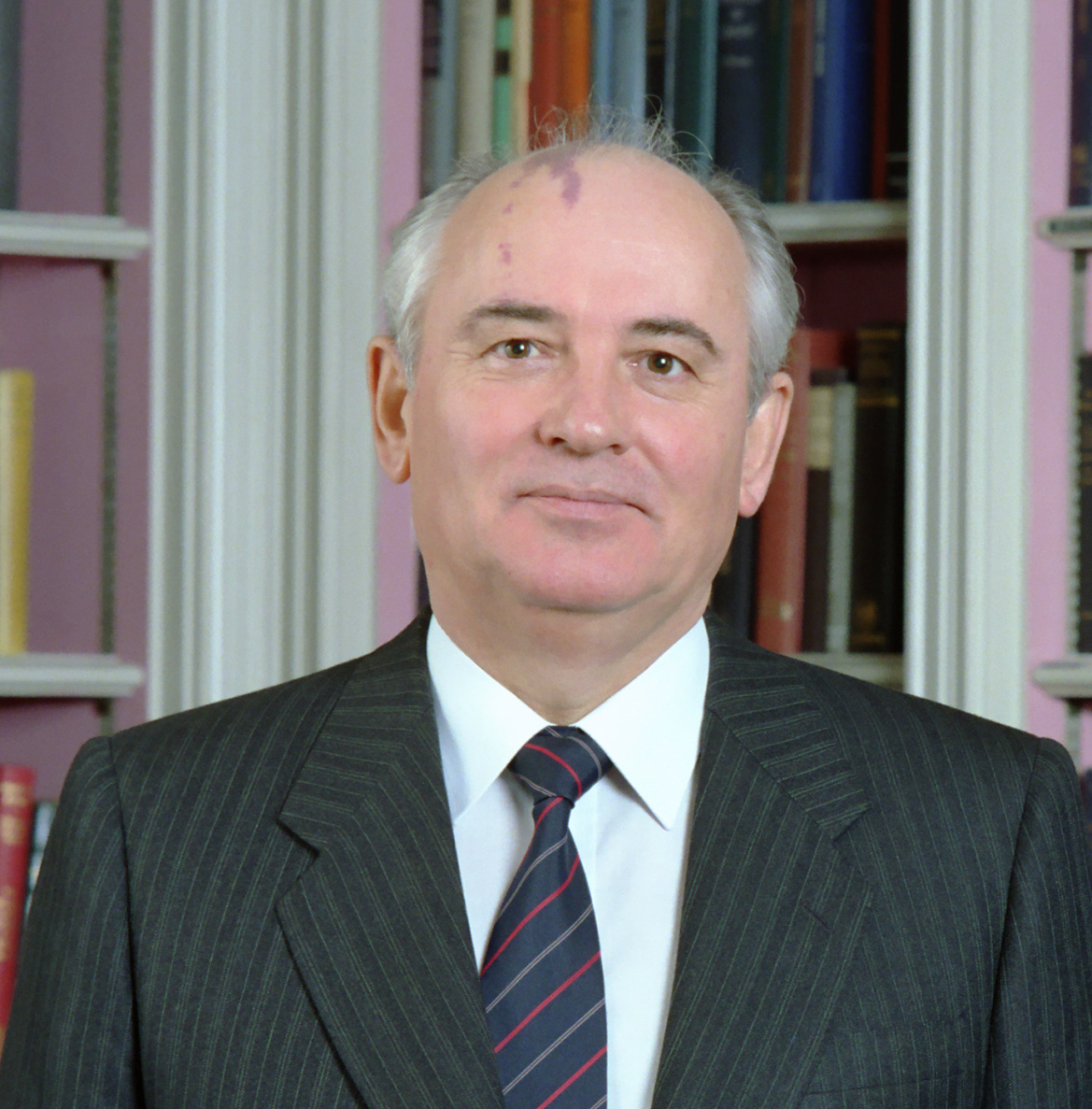
Mihail Szergejevics Gorbacsov

A Nemzetközi Zöld Kereszt egy környezetvédelmi szervezet, melyet Mihail Szergejevics Gorbacsov alapított 1993-ban. Munkájukat az ENSZ 1992-es Környezet és Fejlődés Világkonferenciája (Föld Csúcstalálkozón) kezdték meg a brazil Rio de Janeiróban. A Nemzetközi Zöld Kereszt missziója segít biztosítani a fenntartható és biztonságos jövőt. Támogatva, ápolva a globális függetlenség érzését és a megosztott felelősséget, az emberiség kapcsolatát a természettel. Ez a szervezet újságokat publikál, és ők hozták le az "Antarktisz: Globális felmelegedés" cikket. 31 ország hozta létre a Nemzeti Zöld Keresztet, mely a Nemzetközi Zöld Kereszt részét képezi.

## Története
1990 januárjában megtartották a "Global Forum on Environment and Development for Survival" (globális fórum a környezetvédelemért és fejlődés a túlélésért) találkozót. A Vörös Kereszt Nemzetközi Bizottság (1992. június) felvetette, hogy létrehoz egy szervezetet, orvosi vészhelyzeti modellje ökológiai problémákra hivatott válaszolni.
Az ötletet fejlesztve a delegátus megkereste Mihail Szergejevics Gorbacsovot 1992 júniusában, sürgetve őt, hogy hozzon létre egy szervezetet. Mialatt a Svéd Parlamentben Roland Wiederkehr megalapította a Világ Zöld Kereszt szervezetet ugyanezzel a céllal. A két szervezet 1993-ban olvadt össze 1993-ban megalapítva a Nemzetközi Zöld Kereszt szervezetet (angolul: (GCI)).
A NZK formálisan 1993. április 18-án alakult meg Kiotóban. Mihail Szergejevics Gorbacsov meghívására számos neves arc csatlakozott az Irányítók Testületéhez és a Tiszteletbeli Tanácshoz. Nemzeti Szervezetek (GCNO) első ülését Hága városában tartották meg 1994 tavaszán. A következő országok részvételével rendezték meg:
- Japán (Shoo Iwasaki elnök);
- Hollandia (Awraham Soetendorp elnök);
- Orosz Szövetség (Nikita Moiseev elnök);
- Svájc (Ronald Hess elnök);
- Amerikai Egyesült Államok (Diane Meyer Simon elnök).

A Nemzetközi Zöld Kereszt 29 országot képvisel szerte a világon. Nemzetközi irodák a következő országokban vannak:
Argentína, Ausztrália, Fehéroroszország, Bolívia, Brazília, Bulgária, Burkina Faso, Kanada, Elefántcsontpart, Csehország, Dánia, Észtország, Franciaország, Németország, Magyarország, Olaszország, Japán, Jordánia, Hollandia, Pakisztán, Románia, Oroszország, Spanyolország, Srí Lanka, Szváziföld, Svédország, Svájc, Ukrajna és az Amerikai Egyesült Államok.
A Nemzetközi Zöld Keresztnek van egy általános tanácsadói státusza az Egyesült Nemzetek Gazdasági és Szociális Tanácsával és az UNESCO-val. Ez a szervezet vizsgálatokat készít, melyek hasznosak az ENSZ éghajlatváltozási keretegyezménye számára. Kooperálnak az ENSZ Környezetvédelmi Programjával (UNEP), UN-OCHA-val és a UN-HABITAT-tal és más nemzetközi szervezetekkel.

## Nemzetközi Zöld Kereszt Irányítói Tanácsának tagjai

### Irányítói Tanácstagok
- Mihail Szergejevics Gorbacsov, alapító elnök;
- Jan Kulczyk, elnök;
- Alexander Likhotal, elnök & CEO (ex hivatalnok);
- Ernst Muhlemann, Treasurer (ex hivatalnok);
- Mario Soares (Portugália egykori elnöke);
- Sergey Baranovskiy, Oroszországi Zöld Kereszt elnöke;
- Shoo Iwasaki, Japán Zöld Kereszt elnöke;
- Sander Mallien, Svájc Zöld Kereszt elnöke;
- Scott Seydel, USA Zöld Kereszt elnöke.

### Tiszteletbeli Bizottság tagjai
- Princess Basma bint Talal, Jordánia
- Jean-Michel Cousteau, Franciaország
- Victor Danilov-Danilyan, Oroszország
- Prof. Láng István, Magyarország
- Dr. Rita Levi Montalcini, Olaszország
- Dr. Rudolphus Ruud Lubbers, Hollandia
- Prof. Wangari Maathai, Kenya
- Pat Mitchell, USA
- Adolf Ogi, Svédország
- H. E. Javier Perez de Cuellar, Peru
- Robert Redford, USA
- Dr. Karan Singh, India
- Rabbi Awraham Soetendorp, Hollandia
- David Suzuki, Kanada
- Dr. Monkombu M. S. Swaminathan, India
- Diane Meyer Simon, USA
- Ted Turner, USA
- Dr. Yevgeny Velikhov, Oroszország
- Wakako Hironaka, Japán

## Lásd még
- Az utolsó óra (The 11th Hour)
- Fenntartható fejlődés
- Globális felmelegedés

A NZK foglalkozik még a Earth Charter -, és a Earth Dialogues and the Environmental Education and Awareness Programme (Föld Párbeszéd és a Környezetvédelmi Oktatás és Tudatosság programja) projektekkel.